# 吉兆 (馬)
吉兆（日语：シンボリクリスエス），是美國出生的日本純種競賽馬匹。生涯活躍於中長途賽事，曾於2002及2003年連霸秋季天皇賞及有馬紀念，成功達成首次秋季天皇賞連霸，亦爲首次達成雙連霸的賽駒。由於其生涯戰績優秀並於賽事中有較佳的統治力，加上其深棗色的外表，因而被稱爲「漆黑的帝王」（漆黒の帝王）。

## 出賽前
1999年1月21日出生於美國象徵牧場，於拍賣會上流拍後所有權歸於牧場旗下並被引入日本。
其後交由美浦訓練中心練馬師藤澤和雄訓練。

## 競賽生涯

### 2歲
2001年10月13日出戰東京競馬場2歲新馬戰，比賽途中一直停留於中團位置，進入直路後展現優秀的加速力衝出，最終以頸位優勢贏得首勝。

### 3歲
2002年年初出戰非洲堇賞以第二落敗，其後繼續出戰百合鷗賞及3歲500萬獎金以下條件戰，但未能獲勝之下奪得二連季。
4月6日出戰山吹賞，比賽初段選擇以積極的戰略搶佔位置保持於先頭，進入直路後進一步展開衝刺，最終成功拋離後方對手1 3/4馬位取得第二勝。
4月27日出戰東京優駿（日本打吡）前哨戰青葉賞，由於此前的騎師岡部幸雄及橫山典弘均需要策騎其他賽駒，因而陣營選擇由武豐代打。比賽開始後，保持於先頭內欄位置穩定推進，雖然比賽途中不斷減速稍爲墮後，但進入直路後隨即重新展開加速由內欄衝出，最終爆發末腳速度下以2 1/2馬位優勢取得首個分級賽冠軍。
其後按照計劃出戰東京優駿，賽前獲得第三人氣。比賽開始後，其以緩慢的節奏保持於中團位置追走，於比賽初段未有太大動作。通過第四彎道時，其順應騎師岡部的指揮抽出外檔加速，並於直路中段超越前方纏鬥的Machikane Akatsuki及黃金魅力取得領先。然而於最後關頭，一直於後方等待時機的谷野美酒由大外檔以凌厲的姿態殺上，吉兆無法抵擋對手的攻勢下被超越，最終以1馬位差距落敗得第二。
打吡過後其前往放草，並於秋季以神戶新聞盃作爲起動戰。比賽開始後，其繼續採用居中戰術於約莫第七左右的位置推進，並於通過第四彎道時逐步發力。進入直路後，其展現出優秀的反應瞬間進入加速狀態，不斷超越前方賽駒下取得領先，其後亦保持衝刺得以抵擋後方大外檔莫名其妙的進擊，最終拉開對手2 1/2馬位取得冠軍。
贏得神戶新聞盃後，陣營考慮吉兆的距離適性及實力，決定放棄經典三冠尾關菊花賞，改爲出戰秋季天皇賞和一衆年長馬匹決戰。
10月27日按照計劃出戰秋季天皇賞，由於東京競馬場正在進行裝修，因而本次比賽自1967年後再度移師至中山競馬場舉行。比賽開始後，其選擇進佔中團內欄位置推進，並保持穩定的節奏。通過第三彎道後，由於後方的馬匹逐漸加速，處於內欄的吉兆逐漸被其他賽駒包圍，於第四彎道時候仍然未能衝出。進入直路後，處於其前方的海洋駿驥展開加速，而歇息亦隨即跟進，導致歇息和Ibuki Government之間出現空隙。此時騎師岡部目睹有機可乘，因而指揮吉兆由兩匹馬之間通過並加速超越前方賽駒，其後亦成功保持速度抵擋外檔猛追的成田路，最終以3/4馬位優勢取得首個一級賽冠軍，亦成爲第三匹勝出此賽事的3歲馬，而其所做出的1分58.5秒完賽時間更追平了中山競馬場草地2000米的賽道紀錄。
11月24日出戰日本盃，改由柏兆雷策騎。比賽開始後，後於吉兆於開閘前突然於閘內暴走，發生漏閘事故後需要於後方位置追走。通過最後彎道後，其抽出外檔不斷加速衝刺，但仍然無法超越內欄第九人氣飛霸及第十一人氣沙拉芬兩匹外國伏兵，最終以第三完賽。
其後出戰有馬紀念，僅落後於目前六戰全勝的秋華賞及女皇伊利沙伯二世盃雙冠馬美妙姿勢獲得第二人人氣。比賽開始後，美妙姿勢於前方和跳舞城爭奪領放位置並帶出，而吉兆則於先頭第五左右的位置保持穩定節奏推進。通過最後彎道時，雖然前方快放的跳舞城仍然保持約莫8馬位的領先，但此時吉兆迅速由外檔衝出並轟出後600米34.6秒的恐怖末腳，不斷迫近對手下於終點線前奪得領先，最終以1/2馬位優勢奪得冠軍。以本次比賽亦達成衆多紀錄，如其爲繼1998及1999年草上飛後第二匹勝出有馬紀念的外國產馬，亦爲計2000年好歌劇後第二匹於同年奪得秋季天皇賞及有馬紀念的賽駒，更爲計1997年大樹快車勝出一哩冠軍賽及短途馬錦標後第二匹勝出兩場古馬一級賽的3歲馬。
年末，由於其以3歲馬身份勝出秋季天皇賞及有馬紀念，因而於評選中以近乎全票的280票當選最佳3歲雄馬，更以277票問鼎日本馬王寶座。

### 4歲
進入2003年，其於年初進行放草，同時陣營計劃本年度將以寶塚紀念、秋季天皇賞、日本盃及有馬紀念四戰作爲目標。
6月29日以馬迷投票第一名出戰寶塚紀念，並於賽前亦獲得第一人氣。比賽開始後，其仍然選擇堅守中團內欄的位置，並於最暗號𢫨彎道抽出外檔加速。然而於直路上，其加速稍爲不順下未能追上前方的跳舞城，其後亦被菱鑽奇寶、鶴丸小子及新宇宙超越，最終僅獲得第五，爲其生涯首次亦是唯一一次未能跑入三甲之內。
夏季休養後出戰秋季天皇賞，比賽初段前方的天鵝騎士及Go Steady爭搶位置領放，做出前1000米56.9秒的超快步速，亦於第三彎道拋離後方賽駒約莫20馬位。面對此景況，吉兆選擇於第八左右的推進，並於直路初段兩匹領放馬失速後由外檔閃入內欄位置加速衝出。直路中段，於其爆發優秀的末腳下成功超越前方賽駒，其後直保持速度不斷衝刺，最終成功抵擋由最後方殺出的鶴丸小子，成爲首匹連霸秋季天皇賞的賽駒，亦以1分58.0秒完賽所間追平特別週1999年的紀錄。
11月30日出戰日本盃，賽事獲得第一人氣。比賽開始後，其處於中團位置推進，縱然於第三彎道開始發力並於直路外檔不斷加速，仍然無法超越前方的跳舞城及豐盈，最終被對手拉開9馬位大敗。
12月28日出戰有馬紀念並以此爲退役戰，雖然於日本盃一戰失利，但仍然於賽前獲得第第一人氣。比賽開始後，前方的領放馬豐盈及活機寶以較快步速推進，吉兆則選擇保持於中團位置追走。通過第三彎道後，其於中團位置和林肯及荒漠英雄一同迫近前方的馬匹，並於第四彎道和林肯一同取得領先。進入直路後，其仍然可以運用餘力跑出全場第二快末腳，不斷加速之下成功超越林肯，其後更繼續拉開和後方的距離，最終以9馬位的巨大優勢及破紀錄的2分30.5秒時間贏得冠軍，成爲首匹秋季天皇賞及有馬紀念雙連霸的冠軍，而其於本次比賽做出的9馬位優勢，亦成功追平跳舞城於本年度日本盃所創立的最大優勢紀錄。
贏得賽事後按照計劃退役，並於同日在中山競馬場所有賽事完畢後舉行退役儀式。
年末，由於其成功連霸秋季天皇賞及有馬紀念，因而以275票當選最佳4歲及以上雄馬，亦以220票蟬聯日本馬王頭銜。

### 詳細賽績
| 日期       | 舉辦國家 | 馬場 | 距離   | 級別 | 賽事名稱         | 負重 | 騎師     | 馬號 | 出馬 | 名次 | 時間   | 頭馬（二馬）         |
| ---------- | -------- | ---- | ------ | ---- | ---------------- | ---- | -------- | ---- | ---- | ---- | ------ | -------------------- |
| 13/10/2001 | 日本     | 東京 | 草1600 |      | 2歲新馬戰        | 53   | 岡部幸雄 | 1    | 9    | 1    | 1:36.5 | （Asakusa Kininaru） |
| 27/1/2002  | 日本     | 東京 | 草1800 |      | 非洲堇賞         | 55   | 横山典弘 | 14   | 14   | 2    | 1:53.3 | Timeless World       |
| 9/2/2002   | 日本     | 東京 | 草2400 |      | 百合鷗賞         | 55   | 横山典弘 | 16   | 16   | 3    | 2:30.8 | Tokai Arrow          |
| 10/3/2002  | 日本     | 中山 | 草1800 |      | 3歲500萬獎金以下 | 55   | 岡部幸雄 | 9    | 16   | 3    | 1:48.0 | Meiner Liberty       |
| 6/4/2002   | 日本     | 中山 | 草2200 |      | 山吹賞           | 55   | 岡部幸雄 | 15   | 16   | 1    | 2:14.3 | （Meiner Amundsen）  |
| 27/4/2002  | 日本     | 東京 | 草2400 | GII  | 青葉賞           | 56   | 武豐     | 3    | 18   | 1    | 2:26.4 | （Bamboo Juventus）  |
| 26/5/2002  | 日本     | 東京 | 草2400 | GI   | 東京優駿         | 57   | 岡部幸雄 | 11   | 18   | 2    | 2:26.4 | 谷野美酒             |
| 22/9/2002  | 日本     | 阪神 | 草2000 | GII  | 神戶新聞盃       | 56   | 岡部幸雄 | 9    | 16   | 1    | 1:59.1 | （莫名其妙）         |
| 27/10/2002 | 日本     | 中山 | 草2000 | GI   | 秋季天皇賞       | 56   | 岡部幸雄 | 8    | 18   | 1    | 1:58.5 | （成田路）           |
| 24/11/2002 | 日本     | 中山 | 草2200 | GI   | 日本盃           | 55   | 柏兆雷   | 7    | 16   | 3    | 2:12.3 | 飛霸                 |
| 22/12/2002 | 日本     | 中山 | 草2500 | GI   | 有馬紀念         | 55   | 柏兆雷   | 1    | 14   | 1    | 2:32.6 | （跳舞城）           |
| 29/6/2003  | 日本     | 阪神 | 草2200 | GI   | 寶塚紀念         | 58   | 戴崇謀   | 5    | 17   | 5    | 2:12.3 | 菱鑽奇寶             |
| 2/11/2003  | 日本     | 東京 | 草2000 | GI   | 秋季天皇賞       | 58   | 柏兆雷   | 18   | 18   | 1    | 1:58.0 | （鶴丸小子）         |
| 30/11/2003 | 日本     | 東京 | 草2400 | GI   | 日本盃           | 57   | 柏兆雷   | 5    | 18   | 3    | 2:30.3 | 跳舞城               |
| 28/12/2003 | 日本     | 中山 | 草2500 | GI   | 有馬紀念         | 57   | 柏兆雷   | 12   | 12   | 1    | 2:30.5 | （林肯）             |

## 退役後
退役後，吉兆成爲了配種馬，於北海道早來町（今安平町）社台Stallion Station休養，在2004年進行配種，首批子嗣於2005年出生。首批子嗣可於2007年出賽，8月11日經已有中央的子嗣在未勝利戰中取勝。2008年3月1日，Dantsu Kissui在雅靈頓盃取勝，成爲首匹勝出分級賽的子嗣。7月9日，Success Brocken在日本泥地打吡取勝，成爲首匹勝出一級賽的子嗣。2009年2月22日，Success Brocken於二月錦標取勝，成爲首匹勝出中央一級賽的吉兆子嗣。
2016年，其被轉移至北海道日高町育馬者Stallion Station繼續進行配種。
2019年其由配種馬退役，前方千葉縣成田市象徵牧場以功勞馬身份進行養老生活。
2020年9月開始有蹄葉炎的症狀，於12月7日出現無法站立的情況，最終於12月8日被施以安樂死，享年21歲。

### 主要子嗣

#### 一級賽優勝子嗣
粗體字為一級賽
2005年生
- Success Brocken（日本泥地打吡、二月錦標、東京大賞典）

2006年生
- 強勁回報（京王盃春季盃、安田紀念）

2009年生
- 阿爾菲多（朝日盃未來錦標）

2010年生
- 神威啟示（日經電台盃兩歲錦標、神戶新聞盃、菊花賞、日本盃）

2015年生
- Le Vent Se Leve（全日本兩歲優駿、麒麟錦標、日本泥地打吡、一哩冠軍南部盃、日本冠軍盃）

#### 分級賽優勝子嗣
2005年生
- 蒙迪吉兆（鑽石錦標）
- Dantsu Kissui（雅靈頓盃）
- Machikanenihombare（榆樹錦標）

2006年生
- 聖卡羅（新西蘭盃、阪急盃、兩次阪神盃）
- Danon Come On（名古屋大賞典）
- Apres un Reve（青葉賞）
- Renforcer（榆樹錦標、大尾光紀念、浦和紀念、佐賀紀念）
- Crit Valent（新潟跳欄錦標）
- Power Struggle（白山大賞典）

2007年生
- Silent Melody（三月錦標）
- Aliseo（春季錦標、每日王冠）

2008年生
- Mithra（福島紀念、金鯱賞）
- Satono Apollo（中日新聞盃）

2009年生
- Sanacion（東京跳欄賽、阪神春季跳欄賽）

2010年生
- Meiner Fiesta（京都跳欄錦標）
- Solor（三月錦標、小倉夏季跳欄錦標）
- Yule Singing（聖烈特紀念、新潟大賞典）

2011年生
- 湘南湖畔（青葉賞）
- Air Anthem（函館紀念）

2013年生
- Satono Titan（三月錦標）

2014年生
- Sunrise Soar（名古屋大賞典、平安錦標）

2017年生
- 崇尚禮儀（如月賞）
- Pretty Chance（雌馬預賽）

## 血統簡介
父系Kris S.爲美國賽駒，生涯僅出戰五場賽事並勝出其中三場，但未有任何分級賽優勝紀錄。祖父雷弼圖爲美國生產的愛爾蘭賽駒，生涯戰績彪炳，曾勝出葉森打吡，退役後配種成績亦極爲優秀，現已成爲Halo系外另一支出自Hail Reason系的獨立種馬系統。
母系Tee Kay爲美國賽駒，生涯戰績不俗，曾勝出三級賽馬莎華盛頓錦標。外祖父Gold Meridian爲美國賽駒，生涯戰績不俗，曾勝出當地表列賽。

### 血統表
| 父線：雷弼圖系（Hail to Reason系） |                                |                |                |
| 種馬 Kris S. 1977年（深棗色）      | 雷弼圖 1969年（棗色）          | Hail to Reason | Turn-to        |
| 種馬 Kris S. 1977年（深棗色）      | 雷弼圖 1969年（棗色）          | Hail to Reason | Nothirdchance  |
| 種馬 Kris S. 1977年（深棗色）      | 雷弼圖 1969年（棗色）          | Bramalea       | Nashua         |
| 種馬 Kris S. 1977年（深棗色）      | 雷弼圖 1969年（棗色）          | Bramalea       | Rarelea        |
| 種馬 Kris S. 1977年（深棗色）      | Sharp Queen 1965年（棗色）     | Princequillo   | Prince Rose    |
| 種馬 Kris S. 1977年（深棗色）      | Sharp Queen 1965年（棗色）     | Princequillo   | Cosquilla      |
| 種馬 Kris S. 1977年（深棗色）      | Sharp Queen 1965年（棗色）     | Bridgework     | Occupy         |
| 種馬 Kris S. 1977年（深棗色）      | Sharp Queen 1965年（棗色）     | Bridgework     | Feale Bridge   |
| 繁殖雌馬 Tee Kay 1991年（深棗色）  | Gold Meridian 1982年（深棗色） | 西雅圖迴旋     | Bold Reasoning |
| 繁殖雌馬 Tee Kay 1991年（深棗色）  | Gold Meridian 1982年（深棗色） | 西雅圖迴旋     | My Charmer     |
| 繁殖雌馬 Tee Kay 1991年（深棗色）  | Gold Meridian 1982年（深棗色） | Queen Louie    | Crimson Satan  |
| 繁殖雌馬 Tee Kay 1991年（深棗色）  | Gold Meridian 1982年（深棗色） | Queen Louie    | Haze           |
| 繁殖雌馬 Tee Kay 1991年（深棗色）  | Tri Argo 1982年（深棗色）      | Tri Jet        | Jester         |
| 繁殖雌馬 Tee Kay 1991年（深棗色）  | Tri Argo 1982年（深棗色）      | Tri Jet        | {{{mmfm}}}     |
| 繁殖雌馬 Tee Kay 1991年（深棗色）  | Tri Argo 1982年（深棗色）      | Hail Proudly   | Francis S.     |
| 繁殖雌馬 Tee Kay 1991年（深棗色）  | Tri Argo 1982年（深棗色）      | Hail Proudly   | Spanglet       |
| 雌系：號族：8-h                    |                                |                |                |
| 五代內近親交配：Royal Charger 5×5  |                                |                |                |

## 命名由來
名字中，Symboli（シンボリ）是馬主象徵牧場之冠名，即是其牧場名字，Kris S（クリスエス）則帶有「背負基督之人」之意思，繼承自父系Kris S.的名字，香港翻譯時只取後半部分的意思，或帶有K音的音譯成份，翻譯为「吉兆」。

## 外部連結
- 吉兆 netkeiba.com （页面存档备份，存于）
- 血統表 （页面存档备份，存于）